# Vemakylindrus costaricanus
Vemakylindrus costaricanus is een zeekommasoort uit de familie van de Diastylidae. De wetenschappelijke naam van de soort is voor het eerst geldig gepubliceerd in 1961 door Bacescu.